# Lobsang Rampa
Tuesday Lobsang Rampa, all'anagrafe Cyril Henry Hoskin (Plympton, 8 aprile 1910 – Calgary, 25 gennaio 1981), è stato uno scrittore britannico.

## Biografia
Divenne noto al pubblico britannico nel 1956 con la pubblicazione del suo libro Il terzo occhio (The third eye), uscito in Italia due anni dopo.
L'autore sosteneva di essere un lama tibetano che raccontava le proprie esperienze in un monastero in Tibet nel quale aveva vissuto fin dai 7 anni.
Due anni dopo Heinrich Harrer scoprì, tramite un investigatore privato, che l'autore era un inglese mai stato in Tibet e che non parlava tibetano.
Dalla "Nota del traduttore" dell'edizione italiana Mondadori del 1961:
«Dice l'accusa, e testimoniano cronisti e detective: Lobsang Rampa è un semplice, comunissimo inglese del Devon - comunissimo fino al giorno in cui, nel 1947, si fece radere a zero, si lasciò crescere una profetica barba, cambiò nome in Dr. Kuan-suo e, con ansioso stupore della moglie, si vestì da tibetano; peggio ancora, fino al giorno in cui, due anni dopo, riavutosi da un incidente seguìto da commozione cerebrale, rivelò una personalità del tutto nuova, nel sicuro possesso di «ricordi» completamente distaccati dalle vicissitudini del suo Io anagrafico».
A Kemerovo, in Russia, esiste un monumento dedicato a Rampa 

## Il terzo occhio
Il libro di Rampa The Third Eye fu pubblicato nel novembre 1956 nel Regno Unito. Il libro pretendeva di raccontare le esperienze di Rampa mentre cresceva a Chakpori Lamasery, Chokpori, in Tibet, dopo essere stato inviato lì all'età di sette anni. Il titolo del libro deriva da un'operazione, simile alla trapanazione, che Rampa sosteneva di aver subito, in cui un piccolo foro era praticato nella sua fronte per risvegliare il terzo occhio e potenziare i poteri della chiaroveggenza. Il libro descrive l'operazione come segue:
Lo strumento penetrò nell'osso. Una scheggia di legno molto dura e pulita era stata trattata con il fuoco e le erbe ed era scivolata giù in modo che entrasse nel buco nella mia testa. Ho sentito una sensazione pungente e solletico, apparentemente nel ponte del mio naso. Si placò e mi resi conto di profumi sottili che non riuscivo a identificare. All'improvviso ci fu un lampo accecante. Per un attimo il dolore fu intenso. È diminuito, è morto ed è stato sostituito da spirali di colore. Mentre il frammento sporgente veniva legato in posizione in modo che non potesse muoversi, il Lama Mingyar Dondup si voltò verso di me e disse: "Ora sei uno di noi, Lobsang. Per il resto della tua vita vedrai le persone come sono e non come fingono di essere".
Durante la storia, Rampa vede gli yeti e alla fine incontra un corpo mummificato di se stesso da una precedente incarnazione. Prende anche parte a una cerimonia di iniziazione in cui apprende che durante la sua storia iniziale, la Terra è stata colpita da un altro pianeta, facendo sì che il Tibet diventasse il regno di montagna che è oggi.
Il manoscritto di The Third Eye era stato rifiutato da diversi importanti editori britannici prima di essere accettato da Secker e Warburg per un anticipo di £ 800 (£ 21.000 oggi). Fredric Warburg di Secker e Warburg aveva incontrato l'autore del libro, che all'epoca appariva nelle vesti del "dottor Carl Kuon Suo". Incuriosito dalla personalità dello scrittore, Warburg inviò il manoscritto a un certo numero di studiosi, molti dei quali espressero dubbi sulla sua autenticità. Tuttavia, il libro fu pubblicato nel novembre 1956 e divenne presto un bestseller globale. Il Times Literary Supplement ha detto del libro: "Si è avvicinato ad essere un'opera d'arte".

### Controversia sulla paternità
L'esploratore e tibetologo Heinrich Harrer non era convinto delle origini del libro e assunse un detective privato di Liverpool di nome Clifford Burgess per indagare su Rampa. "Nel gennaio 1957, Scotland Yard gli chiese di presentare un passaporto tibetano o un permesso di soggiorno. Rampa si trasferì in Irlanda. Un anno dopo, gli studiosi mantennero i servizi di Clifford Burgess, un importante detective privato di Liverpool. Il rapporto di Burgess, quando è arrivato, era conciso. Lama Lobsang Rampa del Tibet, ha stabilito dopo un mese di indagini, non era altri che Cyril Henry Hoskin, nativo di Plympton, Devonshire, figlio dell'idraulico del villaggio e di un abbandono della scuola superiore. I risultati dell'indagine di Burgess furono pubblicati sul Daily Mail nel febbraio 1958. Hoskin non era mai stato in Tibet e non parlava tibetano. Nel 1948, aveva legalmente cambiato il suo nome in Carl Kuon Suo prima di adottare il nome Lobsang Rampa. Un necrologio di Fra Andrew Bertie, Gran Maestro del Sovrano Militare Ordine di Malta, afferma che fu coinvolto nello smascheramento di Lobsang Rampa come idraulico del West Country.
Rampa è stato rintracciato dalla stampa britannica a Howth, in Irlanda, e si è confrontato con queste accuse. Non negò di essere nato come Cyril Hoskin, ma affermò che il suo corpo era ora occupato dallo spirito di Lobsang Rampa. Secondo il resoconto dato nel suo terzo libro, The Rampa Story, era caduto da un abete nel suo giardino a Thames Ditton, nel Surrey, mentre tentava di fotografare un gufo. Era colpito da una commozione cerebrale e, riacquistando i sensi, aveva visto un monaco buddista in abiti color zafferano che camminava verso di lui. Il monaco gli parlò di Rampa che si impossessò del suo corpo e Hoskin fu d'accordo, dicendo che era insoddisfatto della sua vita attuale. Quando il corpo originale di Rampa divenne troppo logoro per continuare (in seguito agli eventi del suo secondo libro Doctor From Lhasa dove, come medico responsabile, fu interrogato e torturato fino all'orlo della morte dai giapponesi dopo essere stato catturato nell'avanzata in seguito alla cattura di Nanning come parte della battaglia del Guangxi meridionale), si impossessò del corpo di Hoskin in un processo di trasmigrazione dell'anima.
Rampa sostenne per il resto della sua vita che Il terzo occhio era una storia vera. Nella prefazione all'edizione del 1964 del libro, scrisse: "Sono Tuesday Lobsang Rampa, questo è il mio unico nome, ora il mio nome legale, e non rispondo a nessun altro".
Per Donald S. Lopez, Jr., un tibetologo americano, i libri di Lobsang Rampa sono "le opere di un installatore chirurgico disoccupato, figlio di un idraulico, che cerca di mantenersi come ghostwriter".
La controversia sulla paternità è stata drammatizzata in un radiodramma, The Third Eye and the Private Eye, di David Lemon e Mark Ecclestone, trasmesso per la prima volta da BBC Radio 4 nell'agosto 2012.

### Influenza sulle chiamate dei tibetologi
Donald S. Lopez, Jr., in Prisoners of Shangri-La (1998), sottolinea che quando discuteva di Rampa con altri tibetologi e buddologi in Europa, scoprì che The Third Eye era il primo libro che molti di loro avevano letto sul Tibet: "Per alcuni era una fascinazione per il mondo descritto da Rampa che li aveva portati a diventare studiosi professionisti del Tibet".
Lopez aggiunge che quando ha dato The Third Eye a una sua classe dell'Università del Michigan senza raccontare loro la sua storia, gli "studenti sono stati unanimi nel loro elogio del libro, e nonostante sei settimane precedenti di lezioni e letture sulla storia e la religione tibetana, [...] lo trovarono del tutto credibile e avvincente, giudicandolo più realistico di qualsiasi cosa avessero letto in precedenza sul Tibet".

## Ruolo nella causa tibetana
Lobsang Rampa era un sostenitore della causa tibetana nonostante le critiche ai suoi libri. Nel 1972, l'agente di lingua francese di Rampa, Alain Stanké, scrisse al Dalai Lama e chiese la sua opinione sull'identità di Rampa. Ha ricevuto una risposta dal vice segretario del Dalai Lama che affermava: "Desidero informarvi che non diamo credito ai libri scritti dal cosiddetto Dr. T. Lobsang Rampa. Le sue opere sono di natura altamente fantasiosa e di finzione". Il Dalai Lama aveva precedentemente ammesso che, sebbene i libri fossero fittizi, avevano creato una buona pubblicità per il Tibet.

## Carriera successiva
Lobsang Rampa ha scritto altri 18 libri miscelando religione ed occulto. Uno dei libri, Living with the Lama, ha sostenuto che gli fu dettato dal suo gatto siamese domestico, la signora Fifi Greywhiskers. Di fronte alle ripetute accuse della stampa britannica di essere un ciarlatano e un artista della truffa, Rampa andò a vivere in Canada nel 1960. Lui e sua moglie, San Ra'ab, divennero cittadini canadesi nel 1973, insieme a Sheelagh Rouse (Ranuncolo) che era la sua segretaria e considerata da Rampa come sua figlia adottiva.
Lobsang Rampa morì a Calgary il 25 gennaio 1981, all'età di 70 anni.

## Opere
- The Third Eye (1956) (trad. Il terzo occhio, 1958)
- My Visit to Venus (1957) (no Dr. Rampa)
- Doctor from Lhasa (1959) (trad. Il medico venuto da Lhasa, Astrolabio-Ubaldini Editore, Roma, 1976)
- The Rampa Story (1960) (trad. Storia della mia vita, Astrolabio-Ubaldini Editore, Roma, 1977)
- Cave of the Ancients (1963) (trad. La caverna degli antichi, Astrolabio-Ubaldini Editore, Roma, 1976)
- Living with the Lama (1964) (trad. Vivere con il Lama)
- You Forever (1965) (trad. I Segreti dell'Aura, Astrolabio-Ubaldini Editore, Roma, 1975)
- Wisdom of the Ancients (1965) (trad. La saggezza degli antichi)
- The Saffron Robe (1966) (trad. La veste color zafferano, Astrolabio-Ubaldini Editore, Roma, 1977)
- Chapters of Life (1967) (trad. Capitoli della Vita)
- Beyond The Tenth (1969) (trad. Al di là della Decima)
- Feeding the Flame (1971) (trad. Nutrire la Fiamma)
- The Hermit (1971) (trad. Eremita, Astrolabio-Ubaldini Editore, Roma, 1987)
- The Thirteenth Candle (1972) (trad. La Candela nr 13)
- Candlelight (1973) (trad. A lume di candela)
- Twilight (1975) (trad. Crepuscolo)
- As It Was! (1976) (trad. Come era)
- I Believe (1976) (trad. Questa è la verità, Astrolabio-Ubaldini Editore, Roma, 1991)
- Three Lives (1977) (trad. Tre Vite)
- Tibetan Sage (1980) (trad. Il saggio del Tibet, Astrolabio-Ubaldini Editore, Roma, 1988)